# Амфиса
А́мфиса (греч. Άμφισσα) — малый город в Греции. Расположен на высоте 180 метров над уровнем моря, у подножия Гьоны, в 41 километре к югу от Ламии, в 44 километрах к северо-западу от Левадии, в 12 километрах к северо-западу от Дельф, в 50 километрах к северо-востоку от Нафпактоса и в 132 километрах к северо-западу от Афин. Административный центр общины (дима) Дельф и периферийной единицы Фокиды в периферии Центральной Греции. Население 6919 жителей по переписи 2011 года. Площадь 61,961 квадратного километра.
По восточной окраине города проходит национальная дорога 27, часть европейского маршрута E65. Портом города является малый город Итея, расположенный в 13 километрах к югу от Амфисы.
Город является административным центром Фокидской митрополии Элладской православной церкви. В городе есть археологический музей.

## История
Амфиса был самым важным городом в Локриде Озольской. Развитию в древности способствовало стратегическое положение на выходе из узкого прохода у Гравьи, расположенной в Фокиде. Амфиса находится в южной части естественного коридора, который проходит в восточной части Центральной Греции среди гор Эты и Гьоны на западе, Калидромона и Парнаса на востоке и связывает с микенского периода Коринфский залив и залив Малиакос. По Павсанию город обязан своим именем нимфе Амфиссе, дочери мифического царя Макара, сына Эола. Амфиса не упоминается Гомером. Страбон сообщает в древнем городе. Процветал в классический, эллинистический и ранний римский периоды.
Согласно археологическим свидетельствам, следы обитания существуют с геометрического периода. О процветании Амфисы свидетельствуют укрепленный акрополь и городские стены, которые составляли центр оборонительной системы древнего города. В древности он был известен войной с Киррой из-за равнины Кирры, посвященной Аполлону. В Пелопоннесской войне амфиссяне приняли участие на стороне лакедемонян. В IV веке до н. э. между Амфисой и дельфийской амфиктионией произошел военный конфликт за контроль над дельфийским святилищем и землями. Эти события дали повод македонскому царю Филиппу II вмешаться в дела Южной Греции. Амфису обвинили в святотатстве, потому что они обрабатывали заповедную равнину Кирры и основали здесь поселение, объявили Третью Священную войну во главе с Филиппом II, который захватил и разрушил Амфису в 338 году до н. э. Город был восстановлен и воевал в составе Этолийский союза, чтобы отразить галльское нашествие на Балканы (279 год до н. э.) и наступление римлян, которые безуспешно осаждали город (190 год до н. э.). Население Амфисы выросло после победы римлян в сражении при Акциуме (31 год до н. э.). Амфиса оставалась важным городом до раннехристианского периода.
В период франкократии город относился к королевству Салоник и стал центром баронства, владением французских и позднее каталонских правителей, которые дали ему имя лат. La Sole. В Средние века получил название Салона (Σάλωνα), назывался так в период османского владычества и в последующие годы.
В первые дни Греческой революции, 27 марта 1821 года Салона была занята отрядом повстанцев из Галаксидиона во главе с Панурьясом. 10 апреля сдался замок Салоны, в котором укрылись турки.

## Население
| Год  | Население, человек |
| ---- | ------------------ |
| 1991 | 7329               |
| 2001 | 7212               |
| 2011 | ↘ 6919             |

## Уроженцы
- Карузос, Христос (1900—1967) — археолог.
- Стелиос Ксефлудас (1902—1984) — писатель.